# Odinstårnet

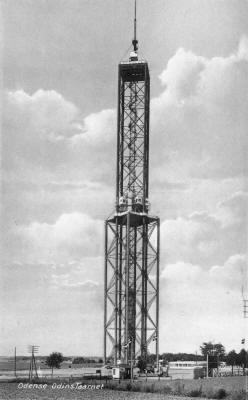
Odinsturm bei Odense

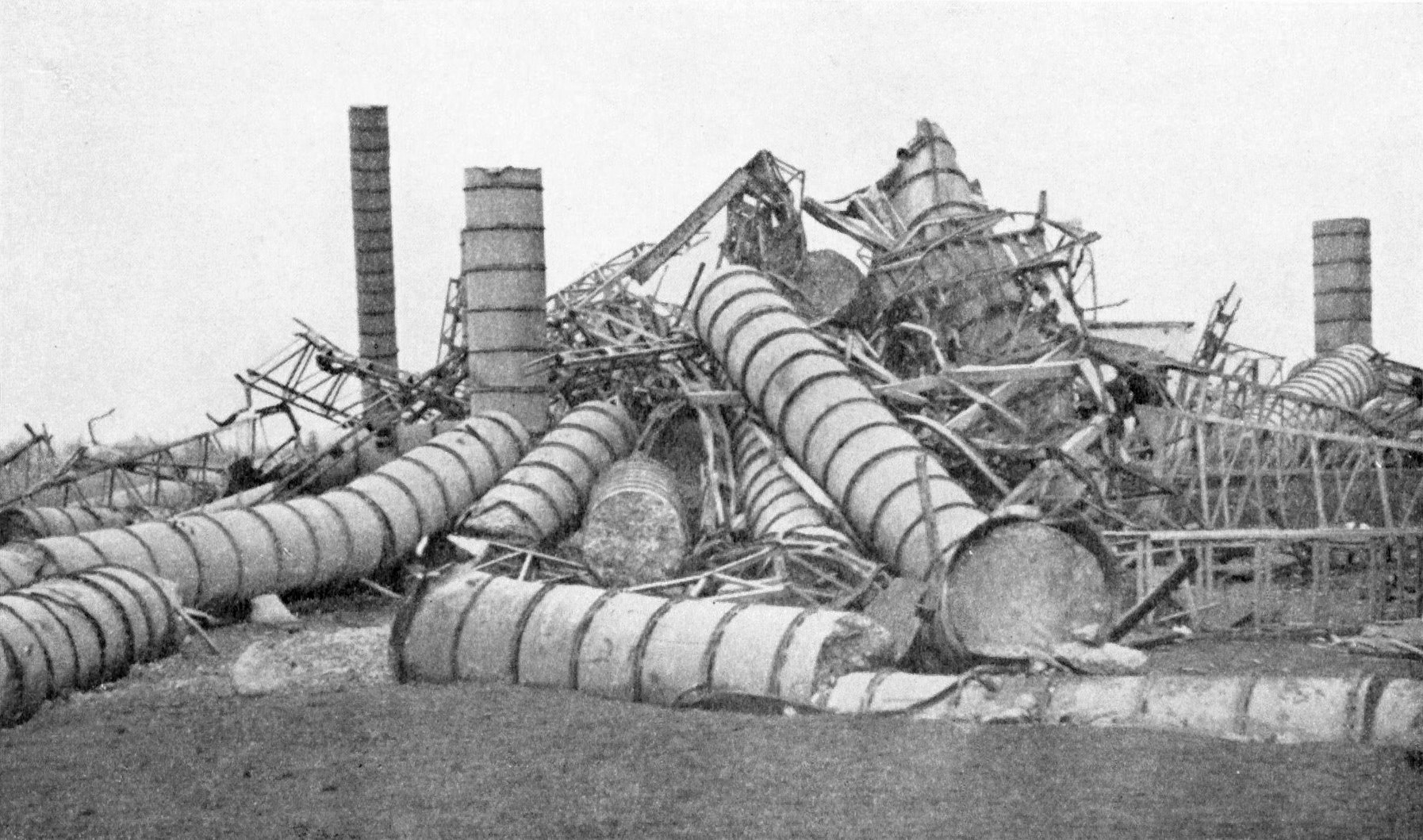
Gesprengter Odinsturm

Der Odinstårnet (von Odin und dänisch tårn, „Turm“) war ein 177 Meter hoher Aussichtsturm in Odense auf Fünen in Dänemark. Der Stahlfachwerkturm war zeit seines Bestehens der höchste Turm Nordeuropas und nach dem Eiffelturm der zweithöchste Turm mit einer Aussichtsplattform in Europa.

## Geschichte
Entworfen wurde der Odinstårnet vom Ingenieur Theobald Weber. Die Bauarbeiten begannen 1934 und endeten am 15. Mai 1935. Er bestand aus 30 t Stahl und 2700 t Beton. Er wurde am 30. Mai 1935 eingeweiht und wurde zum Touristenziel.
Am 14. Dezember 1944 wurde der Turm in einer Sabotageaktion der Petergruppe (Kollaborateure der deutschen Besatzungsmacht unter Henning E. Brøndum) gesprengt.
Koordinaten: 55° 23′ 38,1″ N, 10° 19′ 53,7″ O